# Erik Parlevliet
Erik Robert Parlevliet  (ur. 8 czerwca 1964 w Zevenaar, zm. 22 czerwca 2007 w Rosmalen) – holenderski hokeista na trawie. Brązowy medalista olimpijski z Seulu.
W reprezentacji Holandii zagrał 155 razy (47 goli) w latach 1984-1992. Zawody w 1988 były jego jedynymi igrzyskami olimpijskimi. Brał udział w rozgrywkach Champions Trophy. W 1990 został mistrzem świata. W 1987 sięgnął po mistrzostwo Europy.